# Parc+
 (novembre 2022).
 (novembre 2022).
 (novembre 2022).
Si vous disposez d'ouvrages ou d'articles de référence ou si vous connaissez des sites web de qualité traitant du thème abordé ici, merci de compléter l'article en donnant les références utiles à sa vérifiabilité et en les liant à la section « Notes et références ».

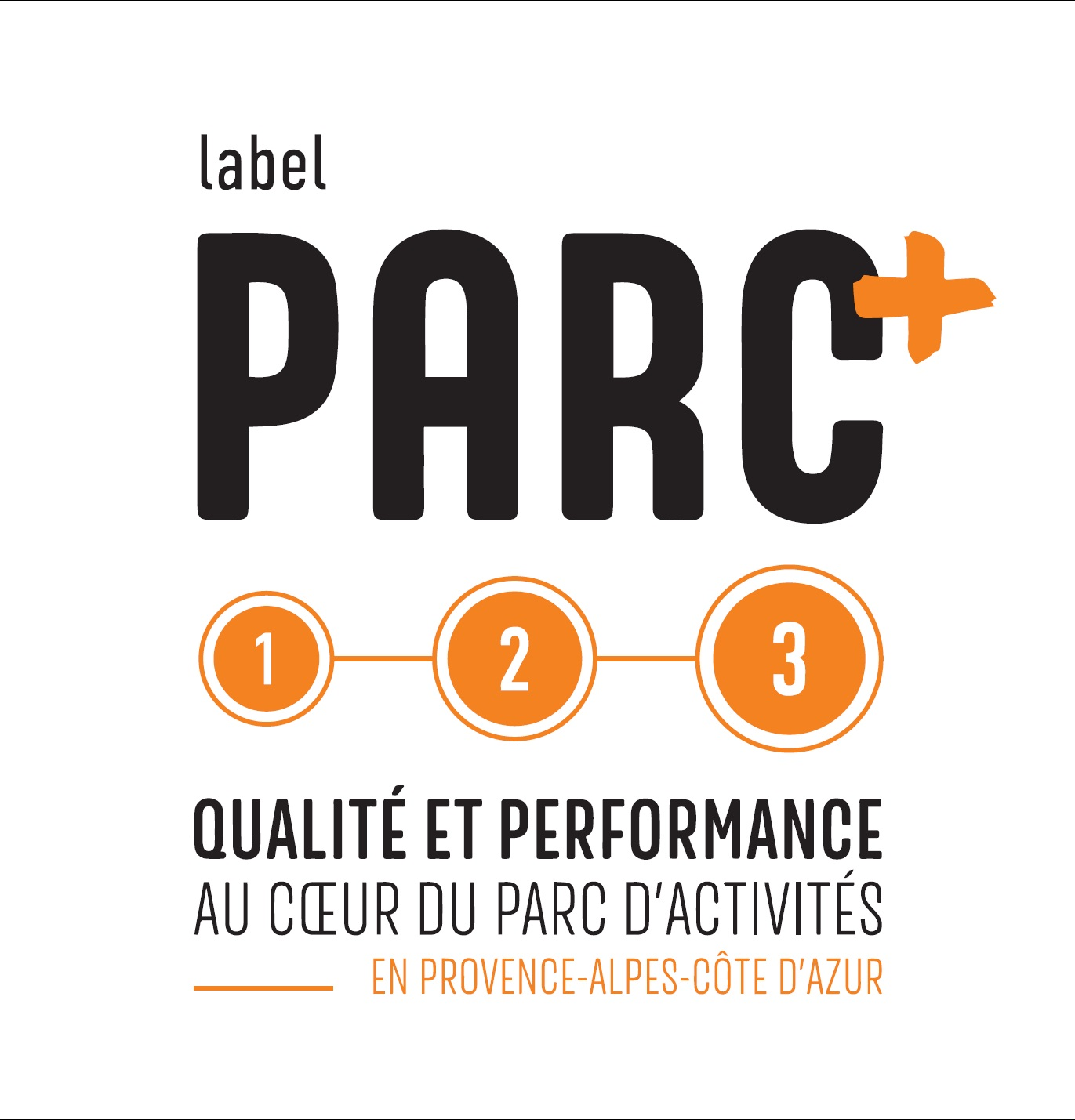
logo label PARC+

PARC+ est un label partenarial de la qualité et la performance des parcs d'activité économique en région Sud Provence Alpes-Côte d'Azur. Il est un outil de valorisation et d'accompagnement des acteurs de l'aménagement, de la gestion et de l'animation des parcs et pôles d'activités de cette région. 

## Historique du label PARC+
Depuis 2009, la direction de l'économie de la Région Provence Alpes-Côte d'Azur, avec le soutien financier de l'ADEME, la DREAL et l'Agence de l'eau, a confié à l'Agence Régionale de la Biodiversité et de l'Environnement de la région sud une mission régionale de qualité sur les parcs d'activités. L'objectif est d'identifier et de renforcer la performance de ces espaces économiques de façon à maintenir les entreprises sur le territoire et en attirer de nouvelles. Pour mener à bien cette mission, l'ARBE s'est entourée de nombreux partenaires régionaux de l'économie et de l'aménagement.
Cette mission a conduit à élaborer en 2015 un cadre de référence régional de l'aménagement et la gestion durable des parcs d'activités. Ce cadre a été rédigé en articulation avec les dispositifs départementaux existants, dont les labels Ecoparc Vaucluse (porté par le Département de Vaucluse) et Qualité EcoVar (porté par la Chambre de Commerce et d'Industrie du Var). Une inspiration et des échanges ont également eu lieu avec la démarche Bretagne Qualiparc, portée par la Région Bretagne et ses départements dès 1999.  
À la suite de la rédaction de son cadre de référence régional, l'ARBE a travaillé avec l’ensemble de ses partenaires, pour valoriser et accompagner les zones d’activités de qualité. La première édition du Label PARC+ est lancée en 2018. Elle est renouvelée chaque année depuis. En 2022, à l'issue de la 5e édition, ce sont 34 parcs et pôles d'activités qui sur l'ensemble de la région Provence-Alpes-Côte d'Azur sont valorisés dans le cadre du label PARC+.  

## Les principes du label PARC+

### Un label progressif en plusieurs niveaux de performance
Le label PARC+ distingue par 3 niveaux de progression les parcs d’activités engagés dans des actions de qualité et de performance, sur une période de 3 ans (Niveau 1 à 3, le niveau 3 étant le plus performant). A cela s'ajoute une reconnaissance "Parc engagé" qui vise à valoriser et accompagner les parcs d'activités qui n'atteignent pas encore les exigences du label mais démontrent une volonté de mise en œuvre. C'est le cas notamment pour les parcs d'activités en création, ou en cours de commercialisation. 

### Un accompagnement dans le temps
Le label PARC+ est décerné pour une durée de 3 ans. A l'issue de cette période, une candidature pour le renouvellement peut être déposée. Le parc d'activité est alors à nouveau évalué et son niveau de performance ajusté.  
L'évaluation du parc est l'occasion pour le jury du label de réaliser une visite de site et d'échanger avec les candidats. Un état des lieux est réalisé sur la qualité d'aménagement, de gestion et d'animation du parc. Des recommandations sont formulées et transmises pour servir de feuille de route pour l'amélioration continue de la qualité et de la performance du parc.  

### Le portage de la candidature
Les structures qui peuvent candidater sont les collectivités ayant la compétence du parc d'activités (établissements publics de coopération intercommunale), les aménageurs, les gestionnaires et les animateurs de parcs d'activités (associations d'entreprises et de propriétaires). Il est d'ailleurs fortement recommandé que pour un même parc d'activités, plusieurs structures candidatent conjointement.
L'évaluation de la performance des parcs d'activités se fait selon 8 ambitions décrites dans le cadre de référence régional : 
- La gouvernance du parc d'activités entre aménageur, gestionnaire, animateur et autres parties prenantes
- La stratégie économique
- La maîtrise foncière
- L'intégration architecturale et paysagère
- L'accessibilité et la mobilité
- La préservation de l'environnement
- Les services aux entreprises et aux salariés
- L'ancrage territorial et l'accompagnement

### Un label régional en Provence-Alpes-Côte d'Azur
En 2022, le label PARC+ est une spécificité de la région Provence-Alpes-Côte d'Azur, "une initiative unique en France" comme le déclarait Anne Claudius-Petit, la Présidente de l'ARBE dans Les Nouvelles Publication du 8 février 2022. 

## La dynamique partenariale régionale
L'évaluation des candidatures soumises au label PARC+ est réalisée par un jury partenarial d'acteurs régionaux. Ce jury est composé des partenaires techniques et financiers du label. Il regroupe des professionnels du développement économique, de l’aménagement du territoire, de l’urbanisme, de l’environnement. En 2022, les partenaires du label PARC+ sont :
La Région Provence Alpes-Côte d'Azur, le Département de Vaucluse, l'ADEME PACA, la DREAL PACA, l'Agence de l'eau Rhône Méditerranée Corse, le Réseau des CCI de région [CCI Nice Côte d'Azur, CCI Aix-Marseille-Provence, CCI Pays d'Arles, CCI du Var, CCI de Vaucluse], le CAUE de Vaucluse, les Agences d'urbanisme du Pays d'Aix Durance [AUPA], de l'agglomération Marseillaise [AGAM], de Rhône Avignon Vaucluse [AURAV], la fédération d'associations d'entreprises Convergence 13, l'agence de développement Vaucluse Provence Attractivités.
Chaque candidature fait ainsi l'objet de l'étude de son dossier de candidature et d'une visite par un minimum de 3 membres du jury sur le parc d'activités. Une synthèse de l'analyse du jury, de recommandations et de pistes d'amélioration est ensuite transmise aux candidats pour les accompagner dans leur progression.

## Les typologies de parcs d'activités qui peuvent prétendre au label PARC+
Le label PARC+ s'adresse à tout type de parc d'activités de la région Sud Provence-Alpes-Côte d'Azur. Il peut également s'appliquer à un territoire économique plus large, incluant plusieurs parcs, dès lors qu'il montre une cohérence. On parlera alors de pôle d'activités. 
Un parc ou pôle d'activités dont les entreprises sont majoritairement du secteur industriel est désigné comme parc ou pôle industriel.  
La candidature peut porter sur une création ou extension de parc, un parc existant ou un parc en requalification.  
Il est attendu que la candidature soit portée a minima par l'EPCI compétent. Les autres parties prenantes que sont l'aménageur, le gestionnaire, et l'animateur lorsqu'elles sont distinctes de l'EPCI sont encouragées à candidater aux côtés de celle-ci. 

## L'articulation avec les autres dispositifs d'accompagnement régionaux
Certains dispositifs d'accompagnement conditionnent leurs aides à l'obtention d'un label PARC+. C'est le cas du département de Vaucluse qui depuis 2019 a fait évoluer son dispositif Ecoparc Vaucluse en Ecoparc+ Vaucluse.  

## Le palmarès des lauréats PARC+

### 1ère édition (période 2018-2020)[4]
Les premiers lauréats du Label PARC+ ont été annoncés le 16 octobre 2018 à la Fondation Vasarely à Aix-en-Provence (13). 
- Parc d'activités La Cassine / Saint-Pierre à Peyruis (04) - Niveau 1[5]
- Parc d'activités Val de Durance à Sisteron (04) - Niveau 1[6]
- Parc d'activités Le Villaret (Pôle bois) à Saint-Martin-de-Queyrières (05) - Parc engagé
- Parc d'activités Les Bois de Grasse à Grasse (06) - Niveau 1[7]
- Technopole de l'environnement Arbois Méditerranée à Aix-en-Provence (13) - Niveau 3[8]
- Parc d'activités du Puits Morandat à Gardanne (13) - Parc engagé
- Pôle industriel de Rousset à Rousset / Fuveau / Peynier (13) - Niveau 1
- Pôle d'activités Toulon-Ouest à Six-fours-les-plages / Ollioules / La Seyne-sur-Mer (83) - Niveau 1[9]
- Parc d'activités Perréal à Apt (84) - Parc engagé

### 2e édition (période 2019-2021)[10]
Les lauréats de la 2e édition ont été dévoilés le 9 décembre 2019 à la Fruitière Numérique à Lourmarin (84).
- Pôle industriel Carros-Le Broc à Carros / Le Broc (06) - Niveau 1
- Pôle d'activités Athélia à La Ciotat (13) - Niveau 1
- Parc d'activité Carreau de la Mine à Meyreuil (13) - Niveau 1
- Parc industriel Les Paluds à Aubagne (13) - Parc engagé
- Pôle d'activités Marseille-Nord à Marseille (13) - Parc engagé
- Pôle d'activités Apt-Ouest à Apt (84) - Parc engagé

### 3e édition (période 2020-2022)[11]
Le 8 décembre 2020, par visioconférence, les lauréats de la 3e édition du label PARC+ sont annoncés.
- Parc d'activités La Roque d'Anthéron 2 à La Roque-d'Anthéron (13) - Parc engagé
- Parc d'activités Napollon à Aubagne (13) - Niveau 1
- Parc d'activités Capitou à Fréjus (83) - Niveau 1
- Technoparc Epsilon 1 à Saint-Raphaël (83) - Niveau 1
- Parc logistique Les Bréguières aux Arcs-sur-Argens (83) - Niveau 2[12]
- Technopole d'Avignon à Avignon / Montfavet (84) - Niveau 2
- Parc d'activités Bel-Air à Les Taillades (84) - Parc engagé
- Parc d'activités Camp-Bernard à Sablet (84) - Parc engagé
- Parc d'activités Les Hauts-Banquets (projet "Naturalub") à Cavaillon (84) - Parc engagé
- Parc d'activités Les Fontaynes à Villes-sur-Auzon (84) - Parc engagé
- Technopole Pégase à Avignon (84) - Niveau 2
- Parc d'activités Piol 2 à Mazan (84) - Parc engagé

### 4e édition (période 2021-2023)[13]
Les lauréats de la 4e édition du label PARC+ ont été révélé le 19 janvier 2022 par visioconférence.

#### Renouvellement de label
- Parc d'activités Val de Durance à Sisteron (04) - Niveau 1
- Parc d'activités Le Villaret (Pôle bois) à Saint-Martin-de-Queyrières (05) - Niveau 1
- Parc d'activités Les Bois de Grasse à Grasse (06) - Niveau 2
- Technopole de l'environnement Arbois Méditerranée à Aix-en-Provence (13) - Niveau 3
- Parc d'activités du Puits Morandat à Gardanne (13) - Niveau 2
- Pôle d'activités Toulon-Ouest à Six-fours-les-plages / Ollioules / La Seyne-sur-Mer (83) - Niveau 1

#### Nouveaux lauréats
- MIN Grand Marché de Provence à Châteaurenard / Noves (13) - Parc engagé
- Parc d'activités Plaine de Jouques à Gémenos (13) - Niveau 2
- Pôle d'activités Pôle Alpha à Aubagne / Les Pennes-Mirabeau (13) - Parc engagé
- Pôle d'activités Vitropole à Vitrolles (13) - Parc engagé
- Parc d'activités Saint-Joseph à Le Thor (84) - Parc engagé

### 5e édition[14](période 2022-2024)
Les lauréats de la 5e édition du Label PARC+ sont annoncés le 14 octobre 2022 à Marseille. 

#### Renouvellement de label
- Pôle industriel Carros-Le Broc à Carros / Le Broc (06) - Niveau 2[15]
- Par industriel Les Paluds à Aubagne (13) - Niveau 1
- Pôle d'activités Marseille-Nord à Marseille (13) - Parc engagé
- Pôle d'activités Apt-Ouest à Apt (84) - Niveau 1

#### Nouveaux lauréats
- Parc d'activités Haut-Verdon à Villars-Colmars (04) - Parc engagé
- Parc d'activités du Pont à Plan-d'Orgon (13) - Parc engagé
- Parc d'activités Grange Blanche 2 à Courthézon (84) - Parc engagé
- MIN d'Avignon à Avignon (84) - Parc engagé

## Les bonnes pratiques de la qualité et de la performance d'un parc d'activités

### La gouvernance du parc d'activités
L'ensemble des parties prenantes du parc d'activités doivent pouvoir témoigner d'une bonne coopération. Si depuis la loi NOTRe, les EPCI ont récupéré la compétence en matière de création, aménagement, gestion des parcs d'activités de leur territoire, elles doivent toutefois fonctionner en bonne complémentarité avec la ou les collectivités sur lesquelles est situé le parc d'activités. Ces dernières peuvent avoir conservé l'entretien des réseaux, équipements collectifs ou espaces verts par exemple.  
Pour que les entreprises puissent être intégrées à la gouvernance du parc, la constitution d'une association est vivement recommandée. Elle peut être prévue dès la création du parc sous forme d'Association Syndicale Libre (ASL) afin de regrouper tous les propriétaires fonciers. Elle peut également l'être sous forme de club d'entreprises sous statut d'association loi 1901. 
D'autres parties prenantes peuvent être directement impliquées dans la gouvernance d'un parc d'activités, telles que des SEM d'Aménagement, des SPL d'aménagement, ou autre aménageur privé.  

### La stratégie économique
Un parc d'activité peut se démarquer et être proactif dans l'accueil d'entreprises dédiées à une filière stratégique ou qui soient complémentaires dans la recherche de synergies. Une commissions de sélection au moment de la cession des terrains est possible.    
Une diversité d'offre immobilière et foncière permet aux entreprises de se développer sur le territoire tout au long de leur parcours. La vocation productive du parc doit être portée politiquement et préservée dans les documents d'urbanisme et règlements de zone en excluant par exemple les logements, voire les activités commerciales.    
Une bonne communication peut être faite par le biais d'un site internet et de réseaux sociaux dédiés au parc d'activités.   

### La maîtrise foncière
Les opérations de requalification de parcs d'activités existants ou de recyclage de friches urbaines sont à privilégier plutôt que la création de nouvelles zones d'activités, consommatrices d'espaces naturels, agricoles et forestiers (NAF). Cet objectif est aujourd'hui entré dans la réglementation avec la loi Climat et Résilience promulguée le 24 août 2021, qui introduit notamment la notion de Zéro Artificialisation Nette (ZAN).
La densification peut être encouragée par la modification des règles du PLU pour autoriser par exemple une plus grande hauteur de construction. 
Le foncier peut être conservé par la collectivité afin d'en maîtriser la vocation, avec des outils tels que le bail emphytéotiques. 

### L'intégration architecturale et paysagère
La collectivité peut mettre à disposition des constructeurs un architecte conseil et élaborer une charte de préconisations architecturales et paysagères. 
L'élaboration d'un schéma d'ensemble du parc (incluant les continuités écologiques, trames vertes et bleues, surfaces de pleine terre, etc.) permet d'élaborer une stratégie cohérente. 
La signalétique (signalétique directionnelle, totem, Relais Information Service (RIS)) est également un point à réfléchir pour une harmonisation à l'échelle du parc, voire de l'EPCI. Un règlement local de publicité (RLP) peut par ailleurs être élaboré pour limiter les pollutions visuelles liées à l'affichage anarchique.

### L'accessibilité et la mobilité
L'accessibilité à un parc d'activités est de première importance pour le transport des marchandises et pour le déplacement des salariés. Au-delà de l'accessibilité routière, il s'agit d'intégrer la mobilité active (modes doux) à l'intérieur du parc et en connexion avec les poches de services. Aménagements cyclables et pour piétons doivent être sécurisés et confortables afin d'être utilisés efficacement. Cela implique de prévoir un ombrage le long du tracé pour la période estivale notamment. 
Transports en commun et covoiturage sont d'autres modes de déplacement à favoriser.
Une réflexion sur la place de la voiture et sur les stationnements est à mener, en étudiant la possibilité de parkings mutualisés, parkings en silo, et revêtements perméables. 
Pour le transport de marchandise, une offre de transport multimodal (embranchement fer, fluvial, marin) est un atout compétitif. Il convient également d'anticiper les besoins énergétique de la logistique avec une offre GNV, électrique, voire hydrogène décarboné.  

### La préservation de l'environnement
L'accompagnement à la transition écologique est une ambition majeure du label PARC+ qui recouvre un grand nombre d'enjeux

#### L'énergie
Il convient de rechercher une sobriété énergétique à l'échelle du parc qui passe notamment par des éclairages publics de type led, avec extinction nocturne pour préserver la trame noire. Les surfaces de toiture et ombrières de parkings peuvent être valorisées pour la production d'énergies renouvelables tel que le photovoltaïque. D'autres sources sont aussi à explorer : géothermie, réseau de chaleur, éolien, etc.

#### Les bâtiments
La construction des bâtiments, qu'ils soient publics ou privés peuvent s'appuyer sur les principes de l'architecture bioclimatique, la performance énergétique, l'emploi de matériaux biosourcés, les chantiers à faible nuisance, les économies d'eau, etc. Pour cela, il peut être demandé dans le cahier des charges de cession des terrains (CCCT) de s'inscrire dans un label de qualité environnementale du bâtiment tel que Bâtiments Durables Méditerranéens (BDM). 

#### Les déchets
La gestion des déchets d'activités économiques doit s'appréhender à l'échelle du parc d'activités, par des collectes mutualisées pour une plus grande performance et efficacité économique. Des démarches d'écologie industrielle et territoriale (EIT) peuvent être animées pour identifier et mettre en œuvre des synergies qui optimiseront les flux de matière et d'énergie. Des bourses de déchets sont également à proposer localement pour mettre en relation offre et demande.
Les associations d'entreprises peuvent s'engager dans la charte régionale zéro déchet plastique  pilotée par la Région Sud Provence-Alpes-Côte d'Azur pour structurer leur démarche. 

#### L'eau
La gestion de l'eau et des milieux aquatiques est à appréhender de manière globale. Les ressources en eau ne sont pas limitées à la seule eau potable qui doit être réservée à la consommation humaine. Les eaux recyclées, issues du process industriel des entreprises et les eaux brutes prélevées sur le milieu, mais aussi les eaux de pluie collectées et stockées sont autant de ressources à prendre en compte. Elles sont à privilégier pour l'arrosage des espaces verts par exemple. 
Les effluents des entreprises doivent être conformes aux réglementations. 
Les eaux pluviales se gèrent de manière intégrée en privilégiant l'infiltration dans des noues et bassins végétalisés, voire paysagers. Sur les parcs d'activités existants, on cherchera à supprimer des surfaces imperméables partout où cela est possible. Cette gestion intégrée des eaux de pluie participe à la lutte contre les risques d'inondation et les épisodes de sécheresse.  
Si des cours d'eau traversent le parc, ils doivent être intégrés à la stratégie globale de gestion de l'eau et des milieux aquatiques. 

#### La biodiversité
L'activité économique n'est pas antinomique de la biodiversité. La nature peut être maintenue voire réintroduite et développée pour un parc d'activités performant.  
Collectivités, associations d'entreprises et entreprises peuvent parallèlement s'engager dans des dispositifs nationaux portés par l'Office Français de la Biodiversité, tels que Territoire Engagé pour la Nature (TEN), Partenaire Engagé pour la Nature (PEN) et Entreprise Engagée pour la Nature (EEN). 
La biodiversité est un enjeu très transversal qui avec la gestion intégrée de l'eau affecte à la fois l'image du parc et de ses entreprises, la qualité de vie pour les salariés et les riverains, le confort thermique et notamment la lutte contre les îlots de chaleur urbains.  

### Les services aux entreprises et aux salariés
Un parc d'activité attractif doit proposer un panel de services pour accompagner ses entreprises dans leur développement (salles de réunions ou de conférence, coworking, accompagnement à innovation, fibre, etc.). Il doit aussi répondre aux besoins de services des salariés (restauration, crèche, espaces de détente, animations, etc.). 
Des animations inter-entreprises et inter-salariés sont à développer tout au long de l'année pour créer un climat propice aux échanges. 

### L'ancrage territorial et l'accompagnement
Le parc d'activités ne doit pas être considéré comme un quartier en dehors de la ville, mais au contraire des connexions sont à établir pour en faire un quartier intégré au territoire. Des partenariats sont à rechercher avec les acteurs du territoire, notamment ceux de l'emploi et de la formation car les besoins en ressources humaines sont un vrai enjeu pour l'attractivité des entreprises. 
Les acteurs de l'économie sociale et solidaire doivent être intégrés dans cette recherche de partenariats, vecteurs de sens.